# Pholcus yoshikurai
Pholcus yoshikurai är en spindelart som beskrevs av Teruo Irie 1997. Pholcus yoshikurai ingår i släktet Pholcus och familjen dallerspindlar. Inga underarter finns listade i Catalogue of Life.